# 열대병 (영화)
《열대병》(Tropical Malady)은 이탈리아에서 제작된 아핏차퐁 위라세타쿤 감독의 2004년 영화이다. 반롭 롬노이 등이 주연으로 출연하였고 샤를 드 모 등이 제작에 참여하였다.

## 출연

### 주연
- 반롭 롬노이
- 사크다 카에부아디

## 기타
- 공동제작: 파이분 담롱차이탐
- 공동제작: 크리스토프 토케
- 공동제작: 엑셀 모비우스
- 공동제작: 마르코 뮐러
- 공동제작: 판탐 통상